# Ciboneya parva
Ciboneya parva là một loài nhện trong họ Pholcidae. Loài này được phát hiện ở Cuba.